# نوده (آشتیان)
نوده روستایی از توابع بخش مرکزی شهرستان آشتیان در استان مرکزی ایران است.

## جمعیت
این روستا در دهستان سیاوشان قرار دارد و براساس سرشماری مرکز آمار ایران در سال ۱۳۹۵، جمعیت آن ۲۴۴ نفر (۹۱ خانوار) بوده‌است.